# Argiope sector
Argiope sector is een spinnensoort in de taxonomische indeling van de wielwebspinnen (Araneidae).
Het dier behoort tot het geslacht Argiope. De wetenschappelijke naam van de soort werd voor het eerst geldig gepubliceerd in 1776 door Forsskål.